# Отражательная трещина
Отражательная трещина — трещины в верхних слоях асфальтового покрытия (обычно над поврежденными покрытиями из РСС), которые связаны с появлением трещин в более глубоких слоях покрытия.
Трещины под покрытием могут привести к концентрации напряжений в нижней части накладки. Отражающая трещина также может открыть путь для проникновения воды в тело дорожного покрытия и увеличить скорость износа. Данные трещины также могут возникать в накладках на стыках или трещинах в композитных покрытиях, таких как бетонные покрытия. Было обнаружено, что другой тип дорожной инфраструктуры, инфраструктура динамической индуктивной зарядки, увеличивает количество отражающих трещин на дорожном покрытии.